# FEMVAK'D
FEMVAK'D var ett kårparti inom Lunds Studentkår med ett partiprogram som syftade till att bilda en självständig studentkår vid Lunds tekniska högskola. Valparollen var "din röst i höst, egen kår i vår". Förkortningen står för de bildande teknologsektionernas bokstäver i åldersordning; Teknisk Fysik (F), Elektroteknik (E), Maskinteknik (M), Väg- och Vattenbyggnadsteknik (V), Arkitektur (A), Kemiteknik (K) och Datateknik (D). Det ursprungliga namnet var FEMVAK men från 1983 kom tillägget 'D.
1984 bildades ordenssällskapet FEMVAK'D inom Teknologkåren vid Lunds tekniska högskola och är idag en förening med mottot "det var bättre förr, ju förr dess bättre" och målsättningen är "att supa upp torrisarnas pengar".